# セゲカ・アレーナ
セゲカ・アレーナ（Cegeka Arena）は、ベルギー・リンブルフ州ヘンクにある多目的スタジアム。KRCヘンクがホームスタジアムとして使用している。

## 概要
1990年、ゲイセリンクスタディオン (Gheyselinckstadion)として開場。KRCヘンクがベルギー・ファースト・ディビジョンAを初めて制した1998-99シーズン終了後に大規模な改修工事を行い、現在のスタジアムへと変化した。
改修後はフェニックススタディオン (Fenixstadion)と解明されたが、2007年からは命名権を売却してこれまでに3度の改名が行われている。現在のセゲカ・アレーナ (Cegeka Arena)は、2021年8月、ベルギーのIT企業であるセゲカ社がこのスタジアムの命名権を10年契約で買収し、セゲカ・アレーナと命名した。
2013年8月25日、この日行われていた試合のハーフタイム中に観戦に訪れていた5歳の男児が階段から転落し、数週間に渡り昏睡状態に陥る事故が起こった。幸いなことに後遺症なく身体機能は回復し、同年11月17日のRSCアンデルレヒト戦へ招待された。
2013年11月16日、欧州遠征をしていた日本代表とオランダ代表の国際Aマッチとして親善試合が行われ、2-2で引き分けた。

## ギャラリー

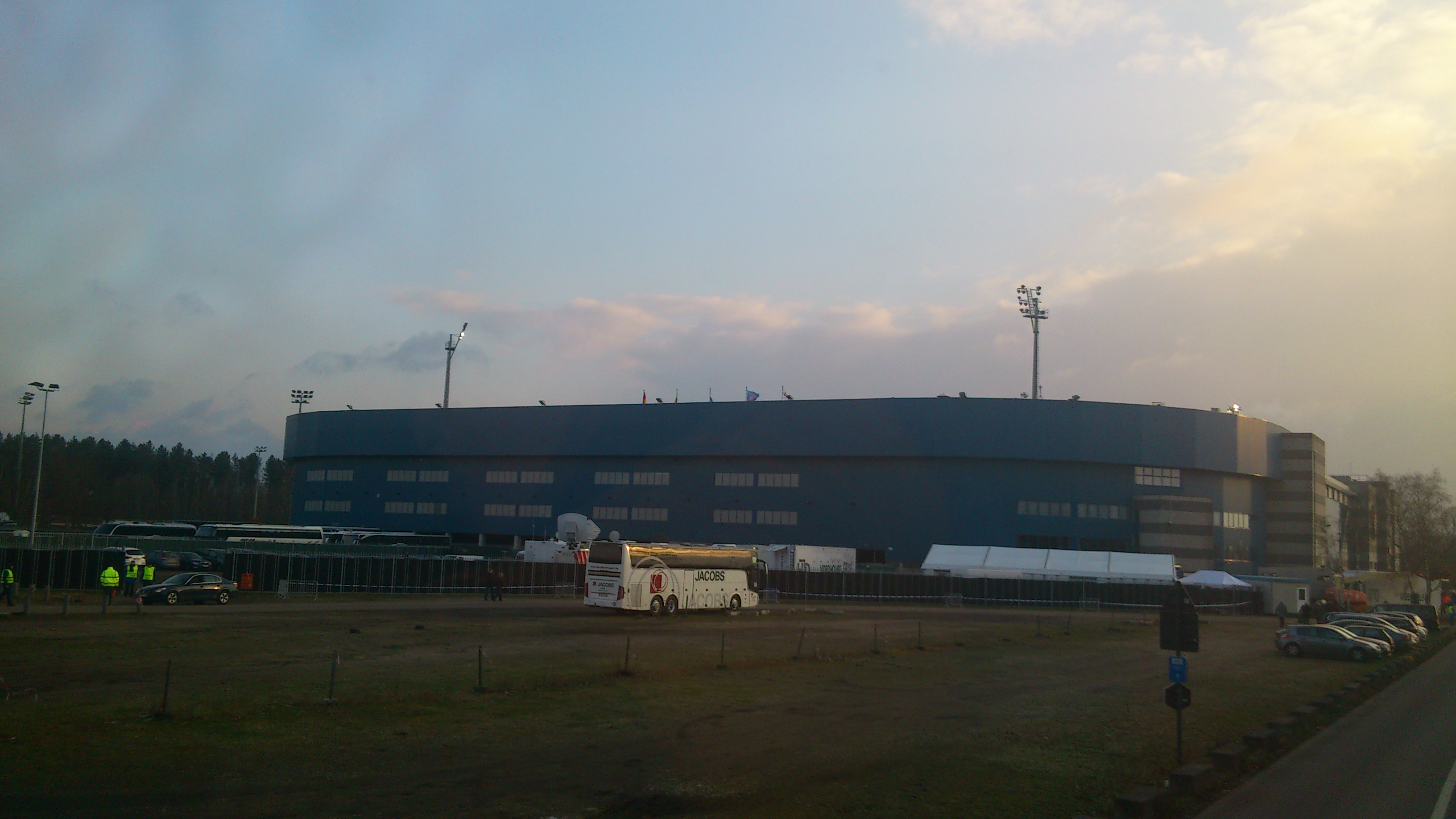
2013年の外観
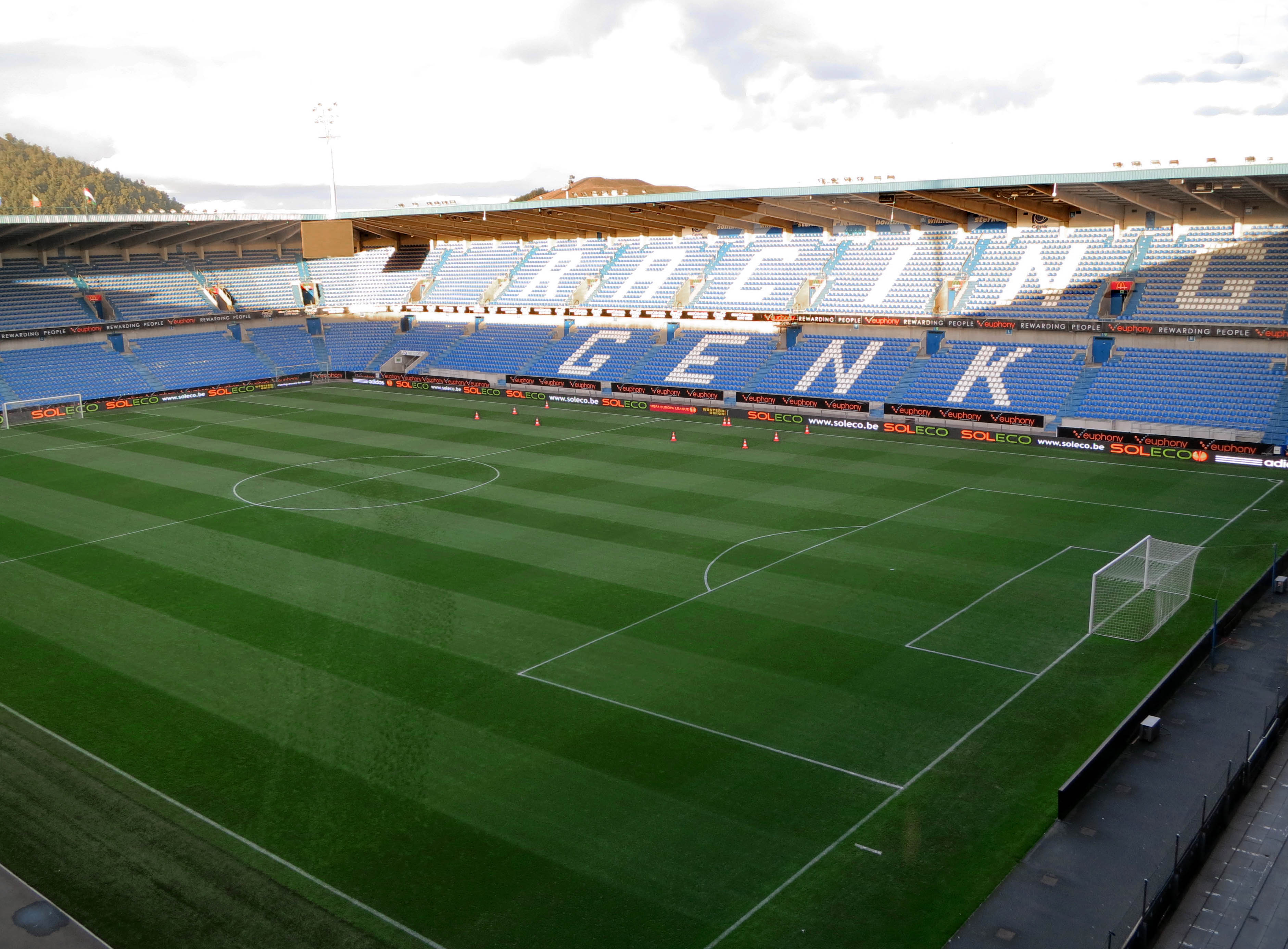
2012年の内観
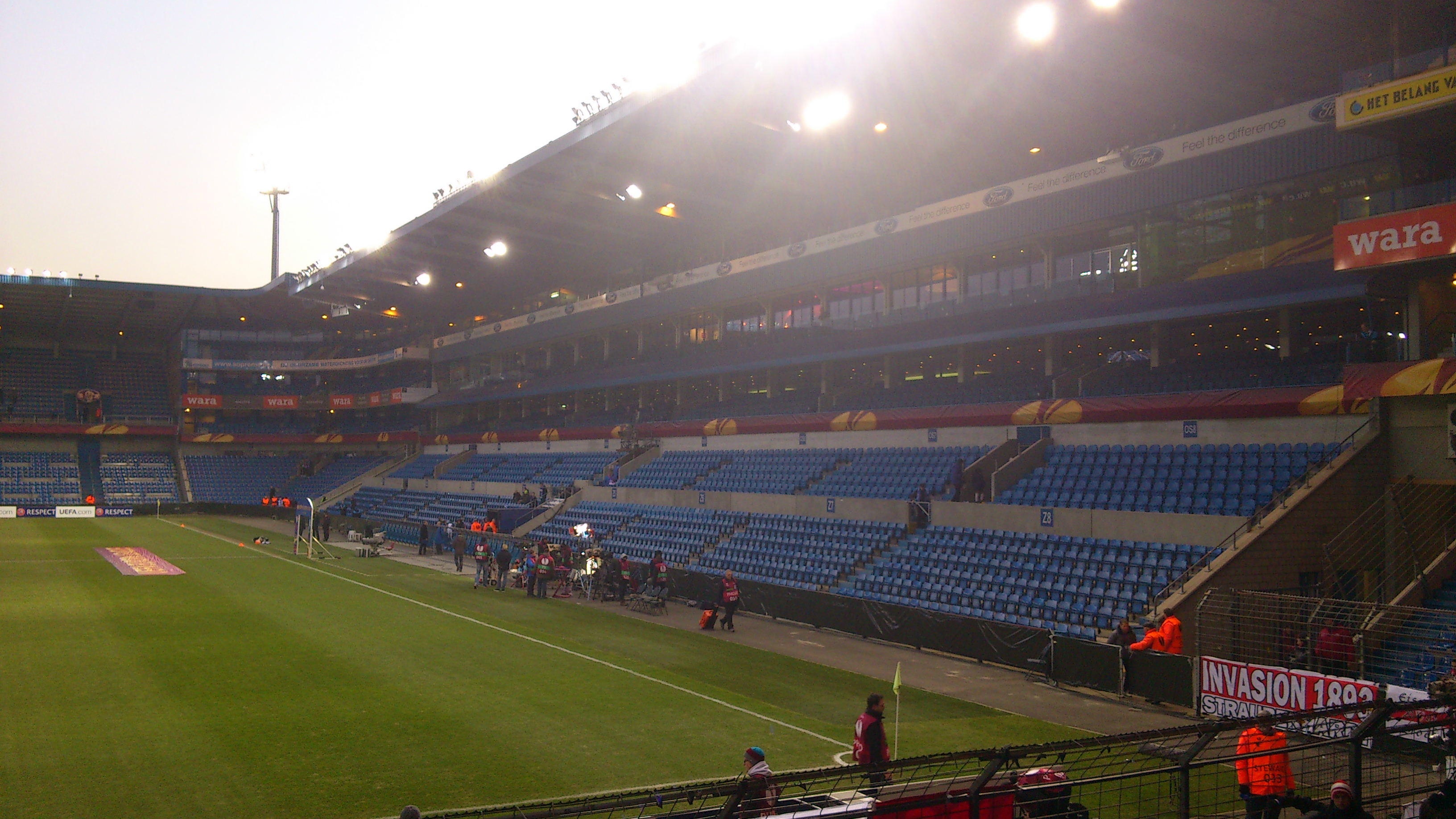
2013年の内観1
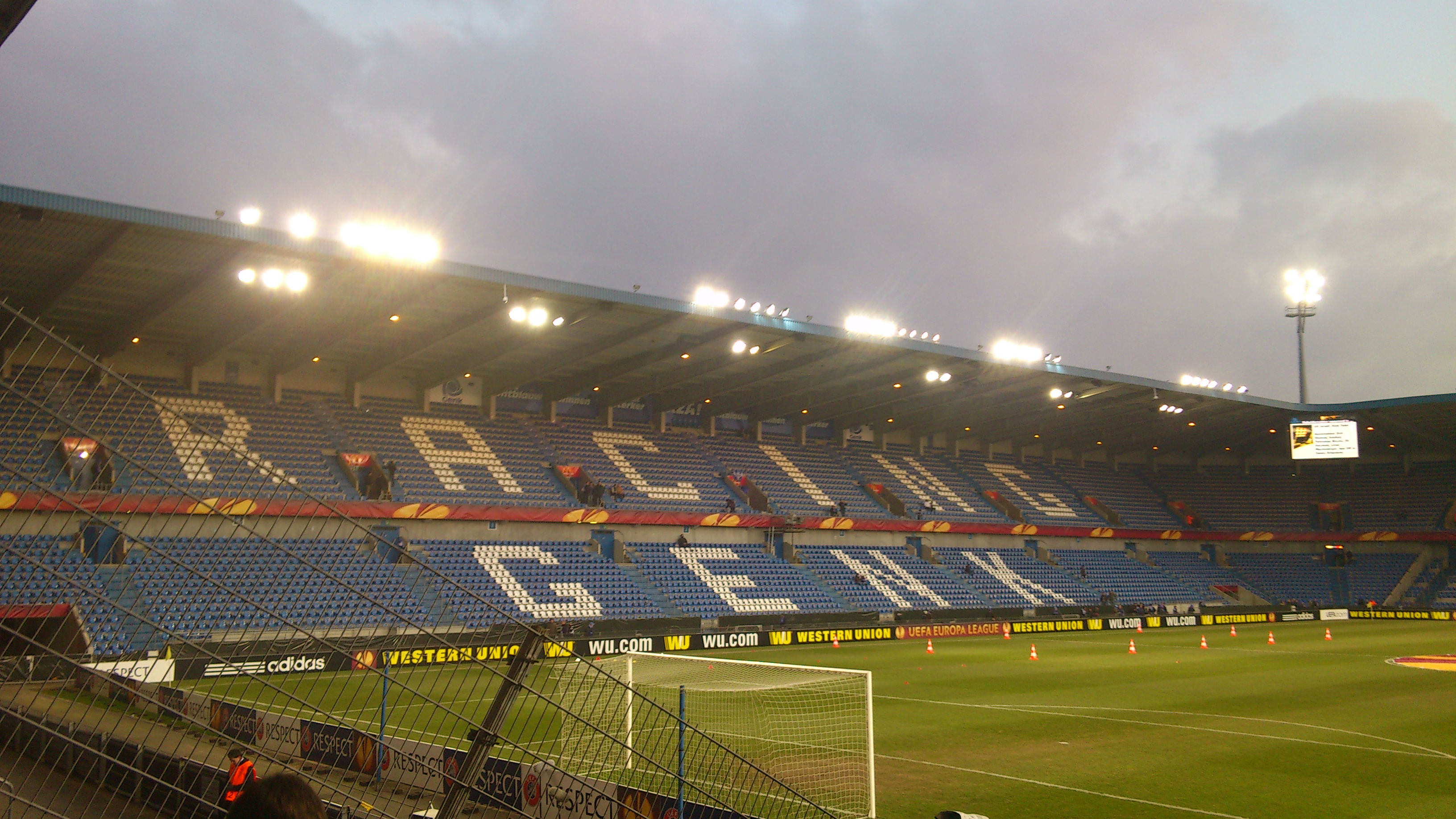
2013年の内観2
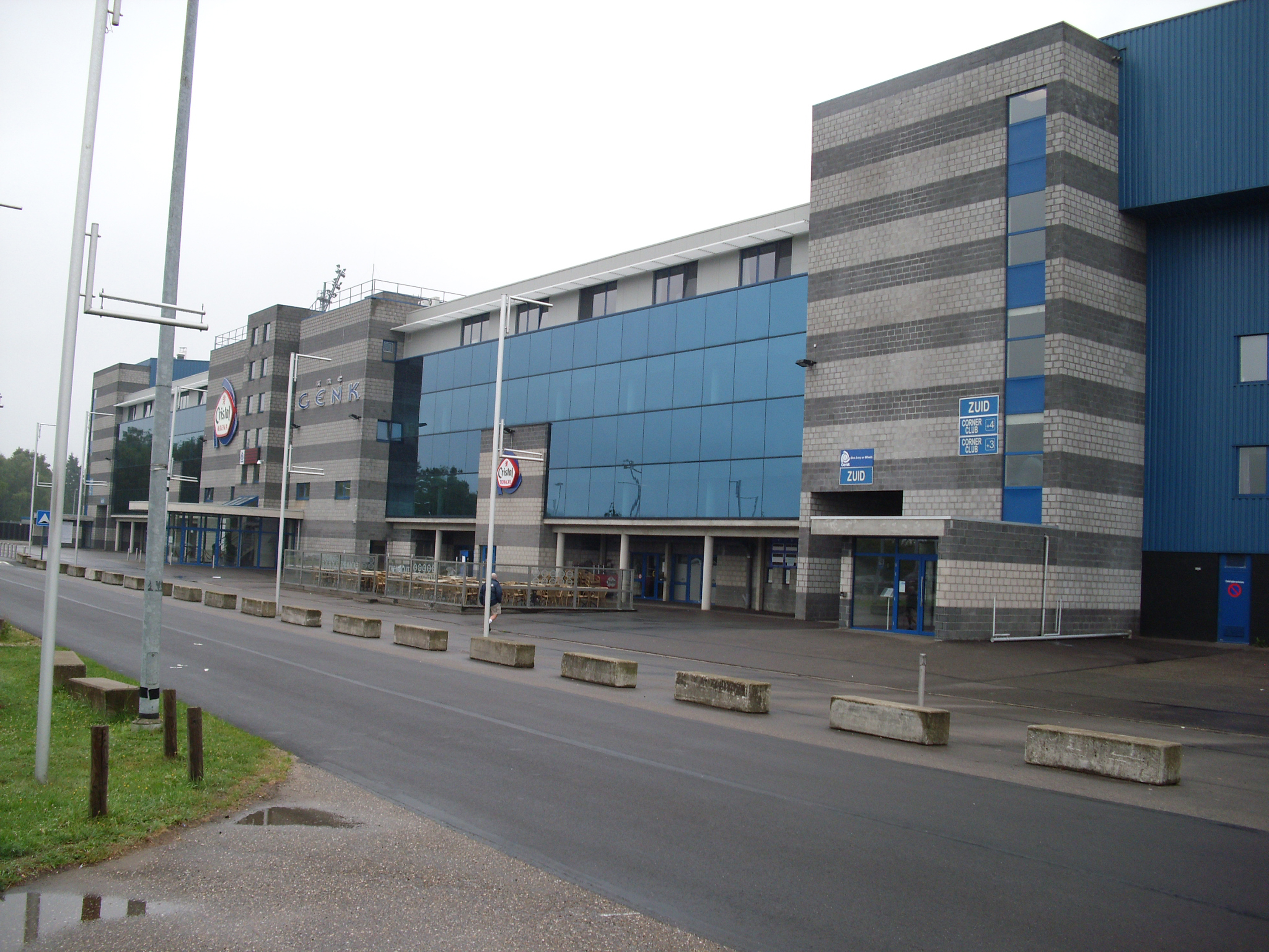
メインスタンドの外観